# Ostredok (Malá Fatra)
Ostredok (1370 m n. m.) je hora v Malé Fatře na Slovensku. Nachází se v jihozápadní rozsoše Malého Kriváně (1671 m). Na severu sousedí s vrcholem Meškalka (1536 m), na jihu s vrcholem Veľká Kráľová (1174 m). Západní svahy hory spadají do Sučianské doliny, východní do doliny Tiesňavy. Vrcholové partie pokrývají porosty kosodřeviny.

## Přístup
- po modré  značce z Malého Kriváně nebo z osady Jarolím v Sučianské dolině